# Federico Caldura
Federico Caldura (Venècia, 10 de setembre de 1923) és un director de cinema italià.

## Biografia
Caldura es dedicava principalment al teatre i la televisió. Pel cinema va dirigir una historieta de titelles el 1961 amb un personatge creat per la seva esposa Maria Perego, Le avventure di Topo Gigio. Amb aquesta pel·lícula va participar fora de concurs al Festival Internacional de Cinema de Sant Sebastià 1963. Sis anys després, va escriure el guió per a la seqüela produïda al Japó: Toppo Jijo no botan senso.

## Filmografia
- 1961: Le avventure di Topo Gigio (director i guionista)
- 1967: Toppo Jijo no botan senso (guionista)